# Synomera symphonia
Synomera symphonia là một loài bướm đêm trong họ Noctuidae.